# Sülzhof (Möckmühl)
Der Sülzhof ist ein zu Möckmühl im Landkreis Heilbronn im nördlichen Baden-Württemberg zählender Hof.

## Lage

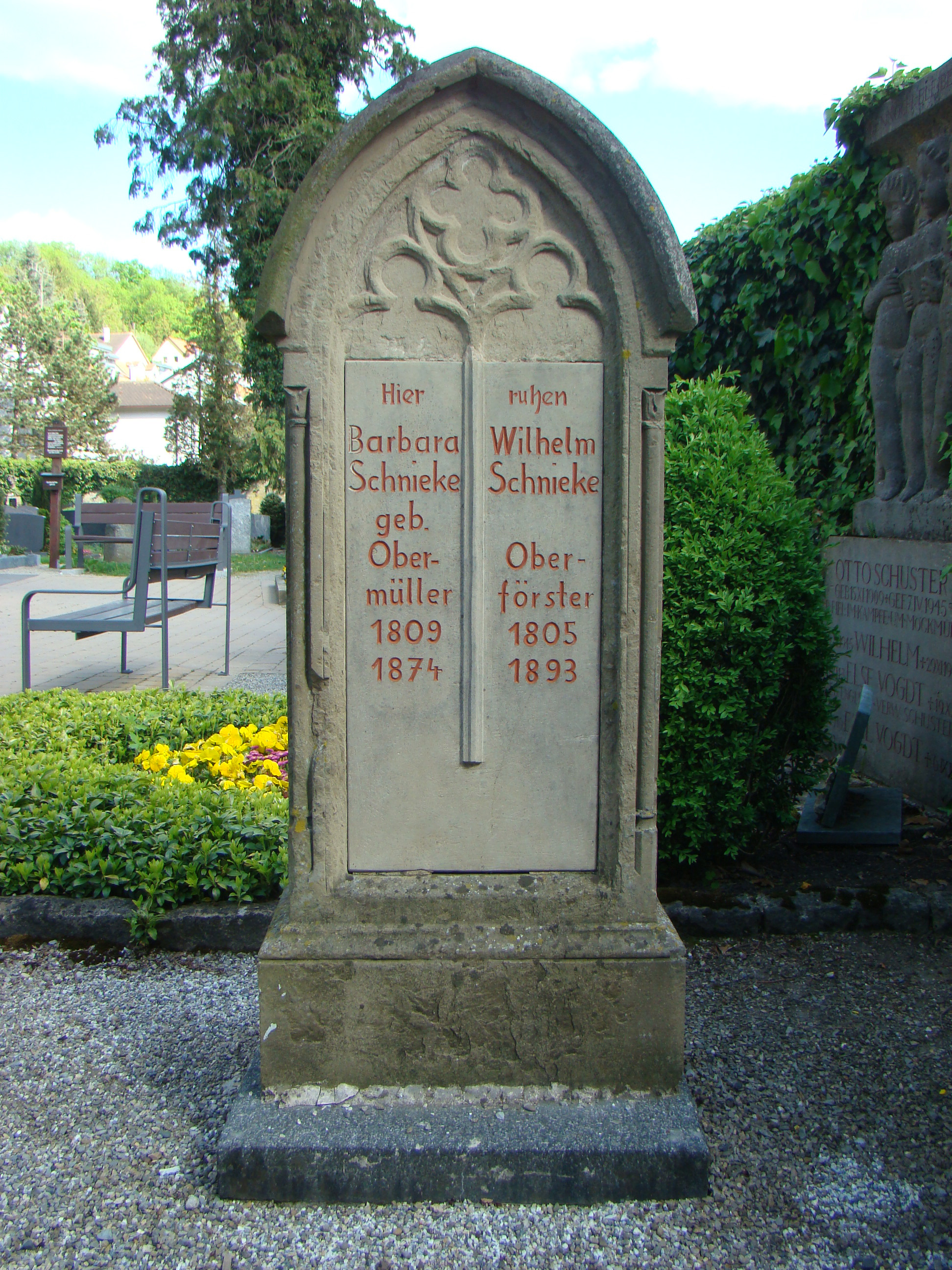
Grabmal von Oberförster Schnieke auf dem Friedhof in Möckmühl

Der Sülzhof liegt etwas über fünf Kilometer westnordwestlich der Stadtmitte von Möckmühl auf etwa 320 m ü. NN nahe der Gemarkungsgrenze zu Billigheim in einem recht regelmäßigen, etwa einen Quadratkilometer großen Ackergeviert, das im Westen, Süden und Osten von Wald umgeben ist. Das Gelände fällt nach Osten ab und entwässert über den dort am Waldrand laufenden Sulzbach südwärts zur Jagst bei Siglingen. Der Hof wird durch einen Stichweg von der L 527 Möckmühl–Billigheim im Norden her erschlossen.

## Geschichte
Nachdem es im Wald Äußere Sülz bei Möckmühl immer wieder zu Holzdiebstahl und Wilderei gekommen war, wurde dort auf Veranlassung des Oberförsters Schnieke ab 1851 eine Fläche von 300 Morgen gerodet und ein im Besitz der Stadt befindliches Hofgut mit 96 Hektar Ackerflächen angelegt. Die Äcker wurden im ersten Jahr von den Kleinbauern und Tagelöhnern bewirtschaftet, die die Rodung durchgeführt hatten. Nach dem Bau von Hofgebäuden und der Bohrung eines Brunnens 1854 wurde der Hof von der Stadt verpachtet. Als erster Pächter wird 1855 der Mennonit Samuel Schmutz genannt. 1873 gab es auf dem Hof einen Viehbestand von 6 Pferden, 34 Rindern, 9 Schweinen und 285 Schafen. Der Hof blieb bis 1970 im Besitz der Stadt Möckmühl, bevor diese das Anwesen für 1,25 Mio. DM an Heinrich Ehmann aus Neuhausen auf den Fildern verkauft hat, der den Hof von Pächtern bewirtschaften ließ.